# Placanica
Placanica (griechisch Παγκανικα Paganica, graeco-kalabrisch: Mocta Paganica, Lakònika) ist eine süditalienische Gemeinde (comune) mit 1023 Einwohnern (Stand 31. Dezember 2023) in der Metropolitanstadt Reggio Calabria in Kalabrien.
Die Gemeinde liegt etwa 77 Kilometer ostnordöstlich von Reggio Calabria am Fiumara Precariti und gehört zur Comunità montana Stilaro-Allaro-Limina. Bis zum Ionischen Meer sind es 6,5 Kilometer in südöstlicher Richtung.

## Einzelnachweise

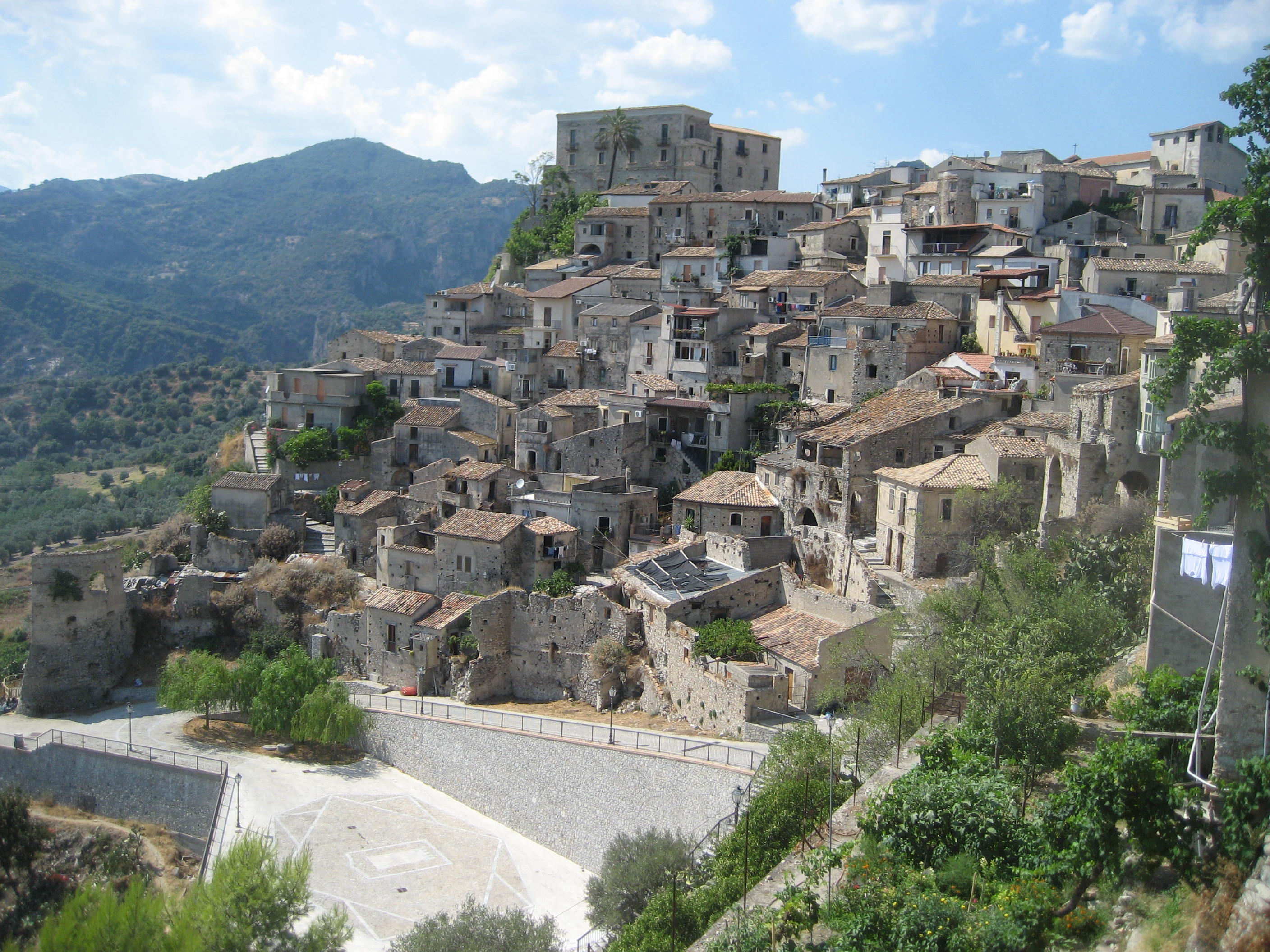
Blick auf Placanica